# کیم چا جوان
کیم چا جوان (انگلیسی: Kim Cha-youn؛ زادهٔ ۱۰ فوریهٔ ۱۹۸۱) بازیکن هندبال اهل کره جنوبی است.